# Ejido de Nactanca
Ejido de Nactanca är en ort i Mexiko.   Den ligger i kommunen Xicotepec och delstaten Puebla, i den sydöstra delen av landet, 160 km nordost om huvudstaden Mexico City. Ejido de Nactanca ligger 1 065 meter över havet och antalet invånare är 374.
Terrängen runt Ejido de Nactanca är kuperad österut, men västerut är den bergig. Runt Ejido de Nactanca är det ganska tätbefolkat, med 149 invånare per kvadratkilometer. Närmaste större samhälle är Xicotepec de Juárez, 5,9 km sydväst om Ejido de Nactanca. I omgivningarna runt Ejido de Nactanca växer i huvudsak städsegrön lövskog.